# جام برندگان جام عرب
جام برندگان جام عرب یا جام در جام عرب (به انگلیسی: Arab Cup Winners Cup) یک تورنمنت سالیانه فوتبال بود که از سال ۱۹۸۹ تا ۲۰۰۱  برگزار می‌شد. در سال ۲۰۰۲ این مسابقات و سوپر جام عرب در جام قهرمانان باشگاه‌های عربی ادغام شدند.